# نیئر حسین بخاری
نیئر حسین بخاری (اردو: سید نیئر حسین بخاری؛ زادهٔ ۲۳ دسامبر ۱۹۵۲) وکیل اهل پاکستان است. وی  از سال ۲۰۱۲ تا ۲۰۱۵ رئیس سنای پاکستان بوده است. 